# SC Neusiedl am See
Der Sportclub Neusiedl am See 1919 ist ein Fußballverein aus dem burgenländischen Neusiedl am See, Österreich. Der Sportclub spielt derzeit in der Regionalliga Ost, der dritthöchsten Spielklasse Österreichs. Seine Vereinsfarben sind grün-weiß.

## Geschichte
Der SC Neusiedl am See wurde im Mai des Jahres 1919 durch einige Sportinteressierte im Gasthaus Nyikos im damals noch ungarischen Burgenland gegründet. Die erfolgreichste Zeit des Vereins begann mit Ende der 1970er Jahre. Der Sportclub konnte sich aus dem burgenländischen Unterhaus mit dem Meistertitel in der Landesliga 1976, dem Meistertitel in der Regionalliga Ost 1980 und dem 4. Platz in der 2. Division 1982 aufgrund einer Aufstockung der Anzahl der Erstligamannschaften bis in die Bundesliga hochspielen. In dieser Saison durften sechs Mannschaften aus der 2. Division aufsteigen. Der SC Neusiedl am See tat sich jedoch schwer mit dem hohen Niveau der Bundesliga und konnte nur mit Mühe den 13. Platz erreichen. In dieser Saison konnte man jedoch mit dem 2:1-Sieg über die damals beste Mannschaft Österreichs, Rapid Wien, einen der größten Vereinserfolge feiern.
In der nächsten Saison konnte man jedoch in der Hinrunde keinen einzigen Punkt gewinnen und schied schließlich ruhmlos mit 4 Punkten aus der Bundesliga aus. Von diesem Zeitpunkt an begann der sportliche und finanzielle Absturz des Vereins. Im Jahre 1989 konnte der SC Neusiedl am See nur mit Mühe den Abstieg in die letzte Klasse (2. Klasse Nord – Burgenland) des österreichischen Fußballs verhindern. Seit 1992 ging es für die Neusiedler wieder aufwärts. 2004 konnte man schließlich in die Landesliga aufsteigen, 2005 in die drittklassige Regionalliga Ost. Nach sieben Jahren Regionalliga ist der Verein 2012 in die Burgenlandliga abgestiegen.
2014 stieg Neusiedl durch einen zweiten Platz wieder in die Regionalliga Ost auf, weil der SC-ESV Parndorf II wegen des Abstieges aus der Ersten Liga in die Regionalliga Ost nicht aufsteigen durfte. Ausschlaggebend war der 3:2-Auswärtssieg beim direkten Konkurrenten ASK Marz, der erst in der dritten Minute der Nachspielzeit durch Christoph Kienzl fixiert wurde.

## Stadion
Die Heimspiele des SC Neusiedl am See werden im Sportzentrum Neusiedl am See ausgetragen.

## Frauenfußball
Die Frauenmannschaft des SC Neusiedl am See spielte seine ersten Bewerbe in der Saison 2009/10 in der Frauenklasse Süd des Niederösterreichischen Verbandes und wurde Siebter von neun Vereinen. In der Saison 2013/14 wechselte das Team in die 1. Klasse A des Wiener Verbandes und wurde Meister. In der Wiener Landesliga spielte der Verein bis zur Saison 2018/19, in der er den 2. Platz hinter dem Wiener Sport-Club erreichte und sich somit für den Aufstieg in die zweite österreichische Bundesliga qualifizierte. In der Saison 2019/20 belegte man den 10. Platz, 2020/21 wurde die Frauenmannschaft des SC Neusiedl Neunter. Ein zweites Damenteam wurde 2018 gegründet. Seit der Saison 2021/22 besteht zwischen dem zweiten Damenteam des SC Neusiedl am See und der Damenmannschaft von Sankt Margarethen eine Spielgemeinschaft, welche in der niederösterreichischen Frauen Gebietsliga Industrieviertel unter dem Namen „FSG Sankt Margarethen Neusiedl 1b“ antritt.

## Erfolge
- 2 × Bundesligateilnahme: 1983, 1984
- 1 × Meister Regionalliga Ost (3. Spielklasse): 1980
- 2 × Meister Landesliga Burgenland (4. Spielklasse): 1976, 2005
- 3 × Sieger des BFV-Cups: 1977, 2014, 2017[3]